# NBA LIVE 16
《NBA LIVE 16》是一款籃球電子遊戲，由EA Tiburon開發，EA Sports發行。遊戲於2015年9月29日在PlayStation 4和Xbox One平台上推出。

## 評價
《NBA LIVE 16》獲得IGN6.0分的評價，IGN評論者Mike Mitchell表示新模式的加入使得《NBA LIVE 16》相對於前作《NBA LIVE 15》來說有了一絲進步，但核心的操作問題和遊戲體驗依舊沒有改善，簡單來說，如果籃球遊戲的基礎內容沒有做好，那麼再多的遊戲模式也是徒勞，就算它有華麗的畫面也無濟於事，NBA Live系列還有很長的路要走。